# 글래스 콕핏

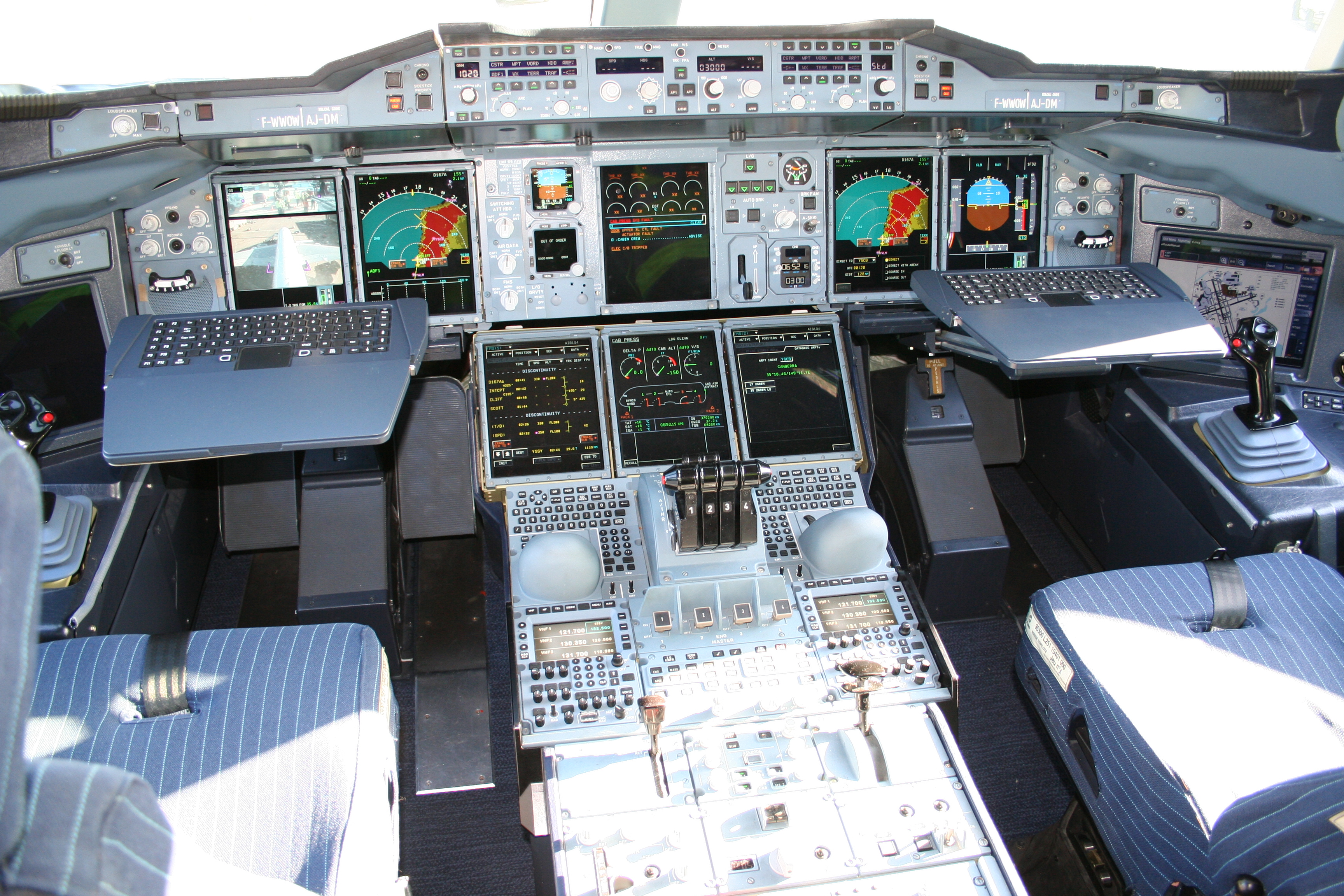
에어버스 A380의 글래스 콕핏

글래스 콕핏(영어: glass cockpit)은 디지털 전자 계기 표시 장치를 특징으로 하는 항공기 조종석이다. 예전의 항공기 조종석은 아날로그 바늘 계기판이 특징이었다.
이는 비교적 최근에 등장한 것으로서 인기가 높다. 왜냐하면 글래스 콕핏은 조그만 숫자와 바늘로 구성된 수많은 기계식 계기들을 조종사가 일일이 확인해야 하는 과거의 조종석과는 달리, 컴퓨터로 제어되는 단지 몇 개의 화면만을 주시함으로써 비행에 필요한 정보를 조종사가 간단하고도 명료하게 습득할 수 있도록 해주기 때문이다.
이러한 단순화는 조종사로 하여금 가장 중요한 작업에 열중할 수 있도록 한다. 또한, 조종석 계기의 단순화는 수많은 계기의 감시가 주역할인 항공 기관사의 역할을 필요 없게 만들어, 인건비 절감을 추구하는 항공업계에서 글래스 콕핏은 보편화되었다.
글래스 콕핏의 가장 기본적인 장비는 PFD(primary flight display) 또는 EFIS(Electronic Flight Information System)라 불리는 스크린이다. EFIS는 기본적으로 항공기의 수평 및 수직 자세를 표시하지만, 시간과 속도 역시 표시한다. 이를 통해 조종사는 항공기의 모든 상태, 자세, 진행 상황을 알 수 있다. 글래스 콕핏을 구성하는 두 번째 부분은 EICAS(Engine Indications and Crew Alerting System) 또는 ECAM (Electronic Centralised Aircraft Monitor)이라 불리는 스크린이다. 이는 최우선 사항을 중심으로 화면에 정보를 나타낸다. 그리고 조종사는 컴퓨터를 조작하여 좀 더 자세한 정보에 접근할 수 있다.
글래스 콕핏은 모든 에어버스의 항공기와 최근의 보잉 여객기 기종들에 채택되어 있다. 글래스 콕핏이 채용되지 않은 소위 'classic' 보잉 747 기종들(747-100, -200,- 300)의 아날로그 계기판으로 가득한 조종석과, 글래스 칵핏이 채용되어 수많은 아날로그 계기판과 경고등이 단지 몇 개의 컴퓨터 화면으로 대체된 747-400의 조종석을 비교해 보면 그 차이는 명확할 것이다.

## 같이 보기
- 헬멧 마운티드 디스플레이(HMD)
- 전방 시현기(HUD)